# Seguros Bolivar Open Bogotá 2006
Il Seguros Bolivar Open Bogotá 2006 è stato un torneo di tennis facente parte della categoria ATP Challenger Series nell'ambito dell'ATP Challenger Series 2006. Il torneo si è giocato a Bogotà in Colombia dal 17 luglio 2006 su campi in terra rossa.

## Vincitori

### Singolare
Santiago Giraldo ha battuto in finale  Bruno Echagaray con il punteggio di 6–3, 1–6, 6–2

### Doppio
Daniel Garza /  Michael Quintero hanno battuto in finale  Rogério Dutra da Silva /  Martín Vilarrubi 7–6(6), 6–4